# Äquatorialkamm

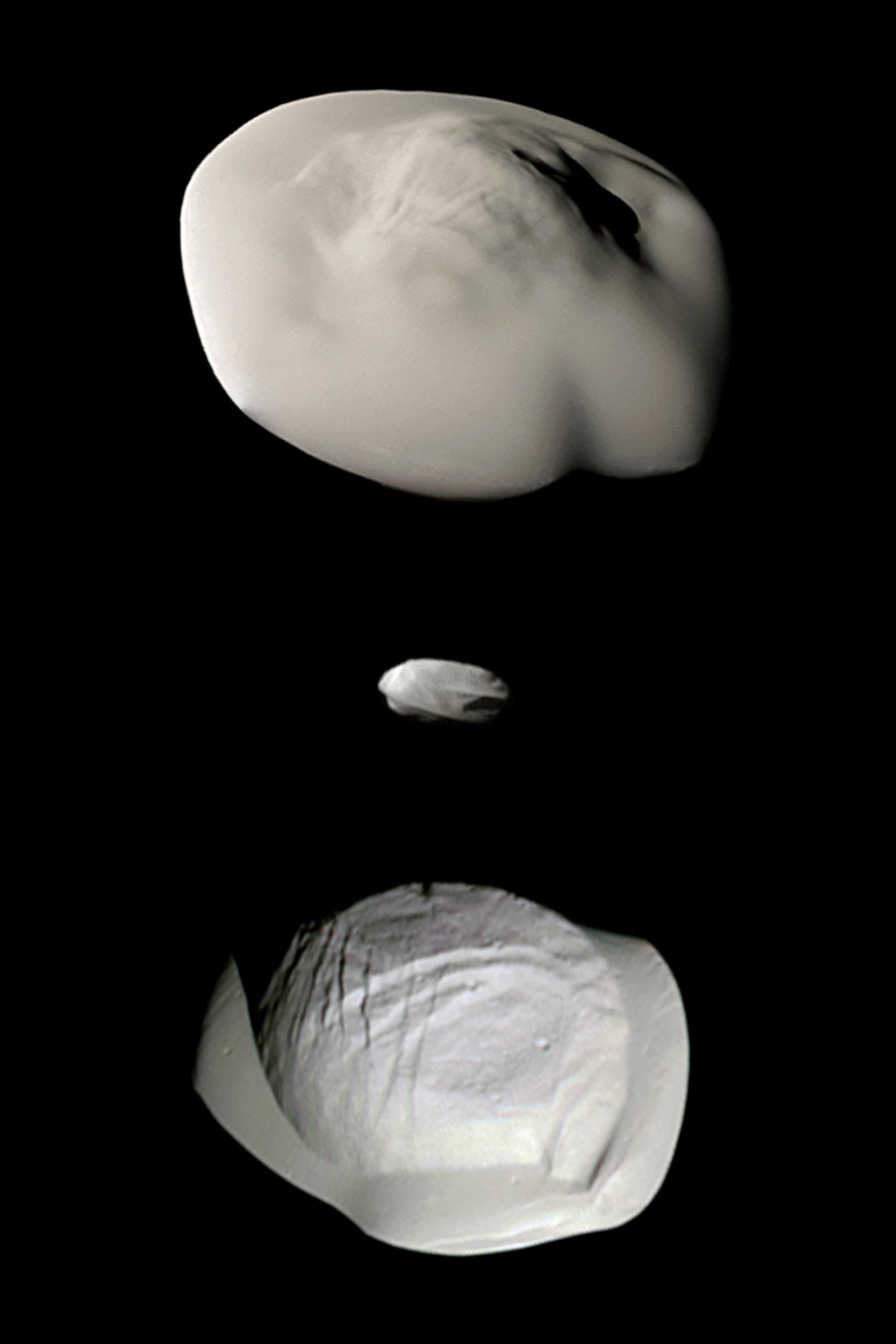
Äquatorialkämme von Saturnmonden

Ein Äquatorialkamm ist in der Astronomie ein Gebirgskamm eines Himmelskörpers, der dessen Äquator genau folgt. Äquatorialkämme sind ein Merkmal von mindestens drei Saturnmonden: des großen Mondes Iapetus und der kleinen Monde Atlas und Pan. Sie scheinen für das Saturn-System einzigartig zu sein, aber es ist ungewiss, ob die Ereignisse zusammenhängen oder zufällig sind. Alle drei Äquatorialkämme wurden 2005 von der Cassini-Sonde entdeckt. Daphnis scheint ebenfalls einen solchen Kamm zu haben. Der Kamm auf Iapetus ist fast 20 km breit, 13 km hoch und 1300 km lang. Der Kamm auf Atlas ist bezüglich der Größenverhältnisse noch bemerkenswerter, da der Mond viel kleiner ist und dadurch eine scheibenartige Form hat. Bilder von Pan zeigen eine ähnliche Struktur wie Atlas. Titan hatte früher möglicherweise auch einen Äquatorialkamm.

## Entstehung
Es ist nicht sicher, wie sich die Äquatorialkämme gebildet haben oder ob eine Verbindung zwischen ihnen besteht. Da Atlas und Pan den Saturn in dessen Ringen umkreisen, ist eine wahrscheinliche Erklärung für ihre Äquatorialkämme, dass sie während ihrer Umlaufbahn Ringpartikel aufwirbeln, die sich um ihre Äquatoren aufbauen. Diese Theorie ist weniger anwendbar auf Iapetus, dessen Umlaufbahn außerhalb der Saturn-Ringe liegt. In den hellen Regionen Iapetus’ gibt es keinen Kamm, sondern eine Reihe von isolierten 10 km hohen Gipfeln entlang des Äquators. Das Gratsystem ist stark kraterartig, was darauf hinweist, dass es uralt ist. Die markante äquatoriale Ausbuchtung verleiht Iapetus ein walnussartiges Aussehen. Es gibt mindestens vier aktuelle Hypothesen, aber keine erklärt, warum der Kamm auf die Cassini Regio beschränkt ist:

Flug über den Äquatorialkamm des Saturnmondes Iapetus

- Ein Team von Wissenschaftlern, die mit der Cassini-Mission in Verbindung stehen, hat argumentiert, dass der Kamm ein Überbleibsel der abgeflachten Form des jungen Iapetus sein könnte, als er noch eine höhere Rotationsgeschwindigkeit hatte.[2] Die Höhe des Kamms deutet auf eine maximale Rotationszeit von 17 Stunden hin. Wenn Iapetus schnell genug abgekühlt ist, um den Kamm zu erhalten, aber lange genug plastisch geblieben ist, damit die vom Saturn angehobenen Gezeiten die Rotation auf die derzeit 79 Tage verlangsamten, muss Iapetus durch den radioaktiven Zerfall von Aluminium-26 erhitzt worden sein. Dieses Isotop scheint im Sonnennebel, aus dem sich der Saturn gebildet hat, reichlich vorhanden gewesen zu sein, ist aber seitdem vollständig zerfallen. Die Mengen an Aluminium-26, die benötigt werden, um Iapetus auf die erforderliche Temperatur zu erwärmen, geben ein vorläufiges Datum für seine Bildung im Vergleich zum Rest des Sonnensystems: Iapetus muss früher als erwartet entstanden sein, nur zwei Millionen Jahre nachdem sich die Asteroiden gebildet hatten.
- Der Grat könnte eisiges Material sein, das unter der Oberfläche hervorquoll und sich dann verfestigte. Wenn es sich zu diesem Zeitpunkt von der Position des Äquators weg gebildet hätte, erfordert diese Hypothese, dass die Rotationsachse vom Grat in ihre aktuelle Position getrieben worden wäre.
- Die Äquatorialkämme sind durch Akkretion entstanden. Iapetus hatte möglicherweise ein eigenes Ringsystem. Durch Kollisionen im Inneren des Rings verloren die Trümmer Energie, bis sie schließlich im flachen Winkel auf den Äquator regneten und so den Kamm auftürmten.[3]
- Der Kamm und die Ausbuchtung könnten das Ergebnis eines alten konvektiven Umsturzes sein. Diese Hypothese besagt, dass sich die Ausbuchtung im für terrestrische Berge typischen isostatischen Ausgleich befindet. Dies bedeutet, dass sich unter der Ausbuchtung Material mit geringer Dichte befindet. Das Gewicht der Ausbuchtung wird durch auf die darauf wirkende Auftriebskräfte ausgeglichen. Der Kamm besteht ebenfalls aus weniger dichter Materie. Seine Position entlang des Äquators ist wahrscheinlich ein Ergebnis der Corioliskraft, die auf ein flüssiges Inneres von Iapetus wirkt.[4][5]